# Netrek
Netrek es un online para un máximo de 16 jugadores, es software libre. Combina funciones de Matamarcianos y basa en el trabajo en equipo estrategia en tiempo real. Los jugadores intentan desactivar o destruir las naves de sus oponentes en combate en tiempo real, mientras que hacerse cargo de planetas enemigos bombardeando ellos y dejar a los ejércitos que Teletransportador (Star Trek) en los planetas. El objetivo del juego es capturar todos los planetas del equipo contrario.
- Datos: Q162098